# Martinskirche (Kassel)

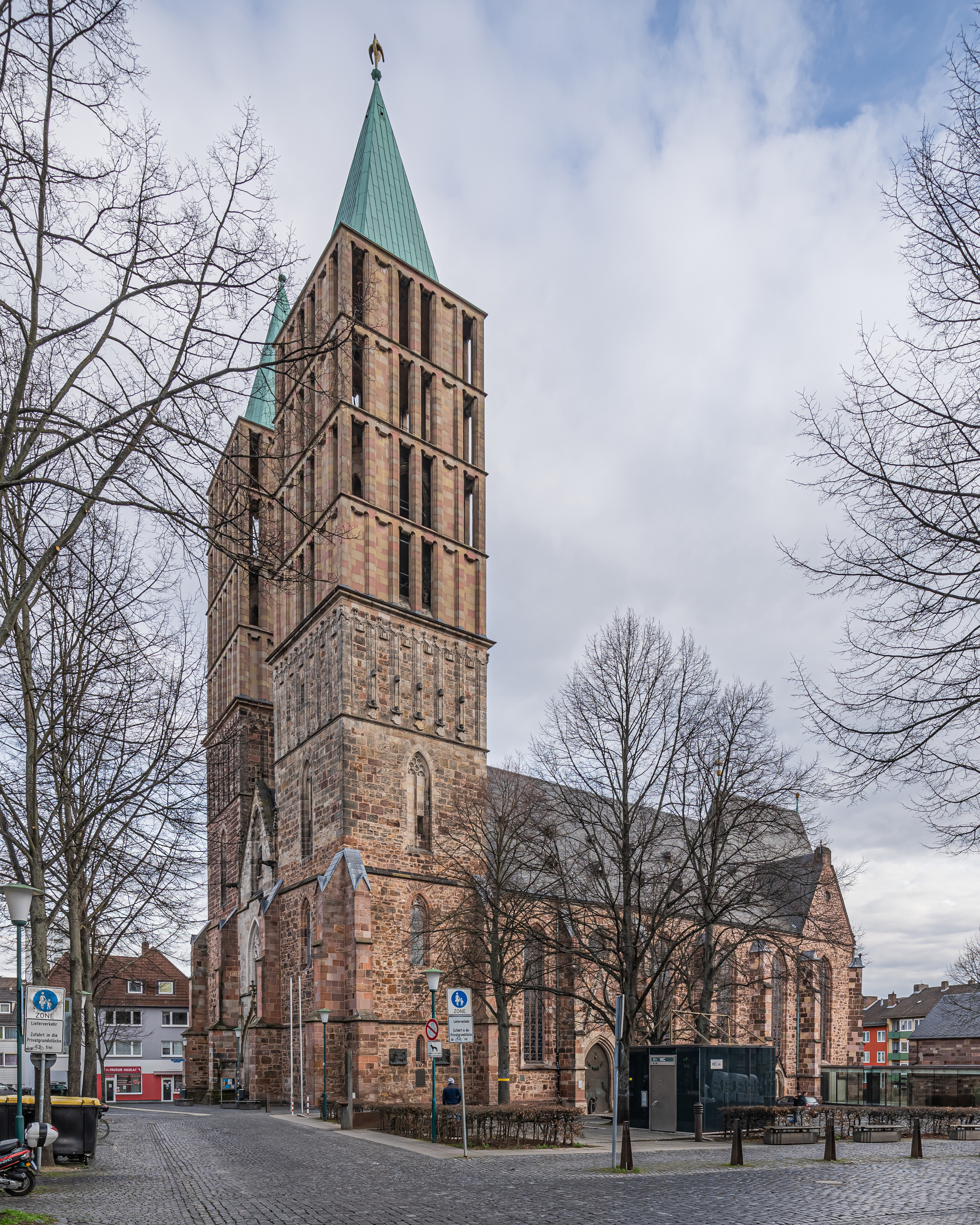
Martinskirche von Südwesten

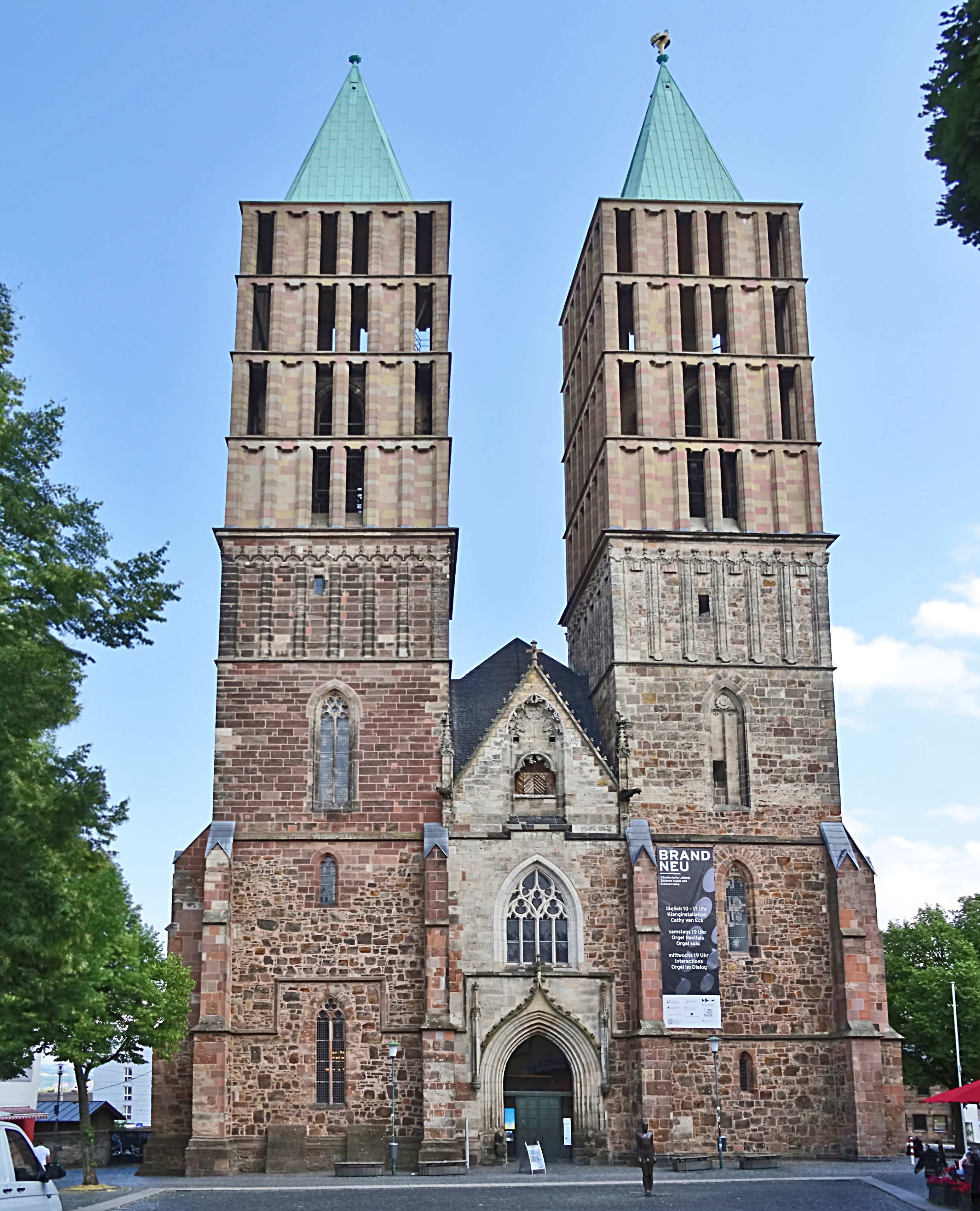
Martinskirche von Westen

Die Martinskirche (auch St. Martin) in Kassel ist eine evangelische Pfarrkirche und die Predigtstätte des Bischofs der Evangelischen Kirche von Kurhessen-Waldeck. Die gotische Kirche wurde vor 1364 begonnen und 1462 geweiht. Ab 1524, mit dem Übertritt zum protestantischen Glauben von Landgraf Philipp, war die Kirche evangelisch. Vom Anfang des 16. Jahrhunderts bis zum Ende des 18. Jahrhunderts wurden hier die hessischen Landgrafen beigesetzt.
Nach dem Zweiten Weltkrieg wurde sie in teilweise veränderter Form wiederaufgebaut. Es ist eine dreischiffige Hallenkirche von sechs Jochen mit einem zweitürmigen Westbau. Die eckigen (polygonalen) Chorschlüsse sind der Gotik zuzuordnen. Sie werden nach der Anzahl der Segmentteile benannt, hier findet man einen 5/8-Schluss. Von 1960 bis zu seinem Tod im Jahr 1993 wirkte der bedeutende Organist Klaus Martin Ziegler als Kantor an der Martinskirche.

## Geschichte

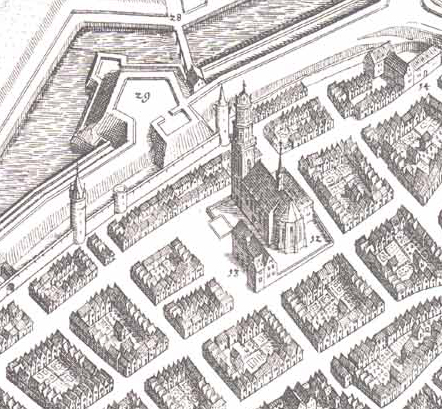
Die Martinskirche auf einem Stadtplan von Matthäus Merian, 1646

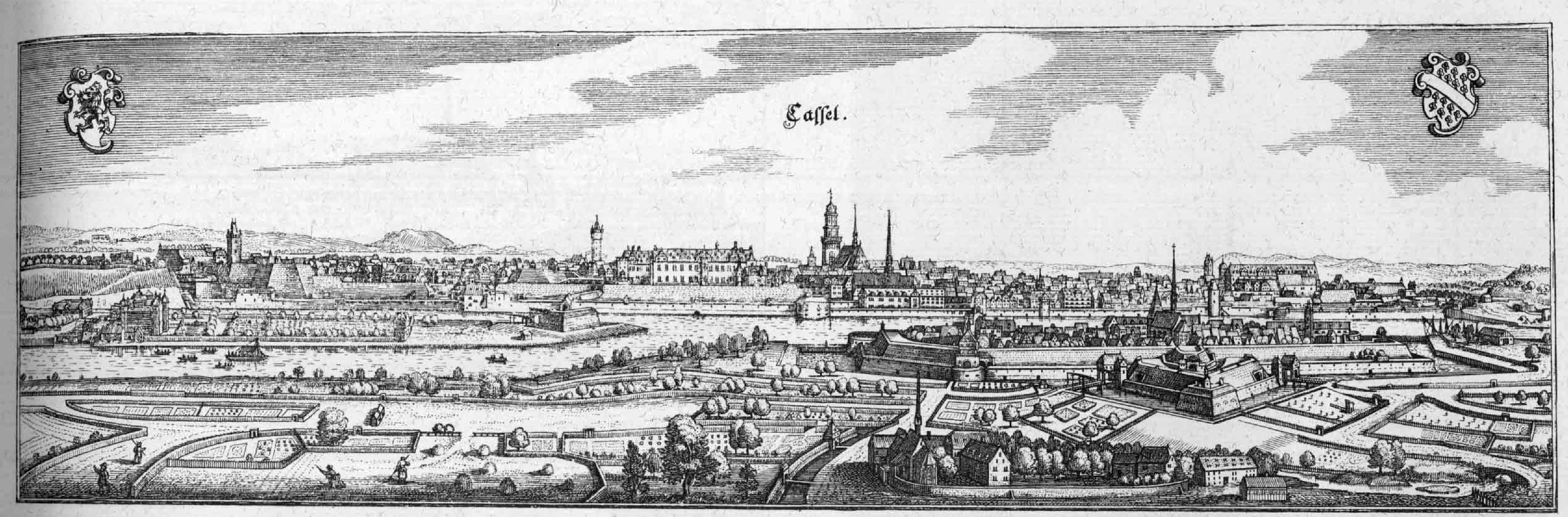
Kassel – Auszug aus der Topographia Hassiae von Matthäus Merian 1655; in der Bildmitte die Martinskirche

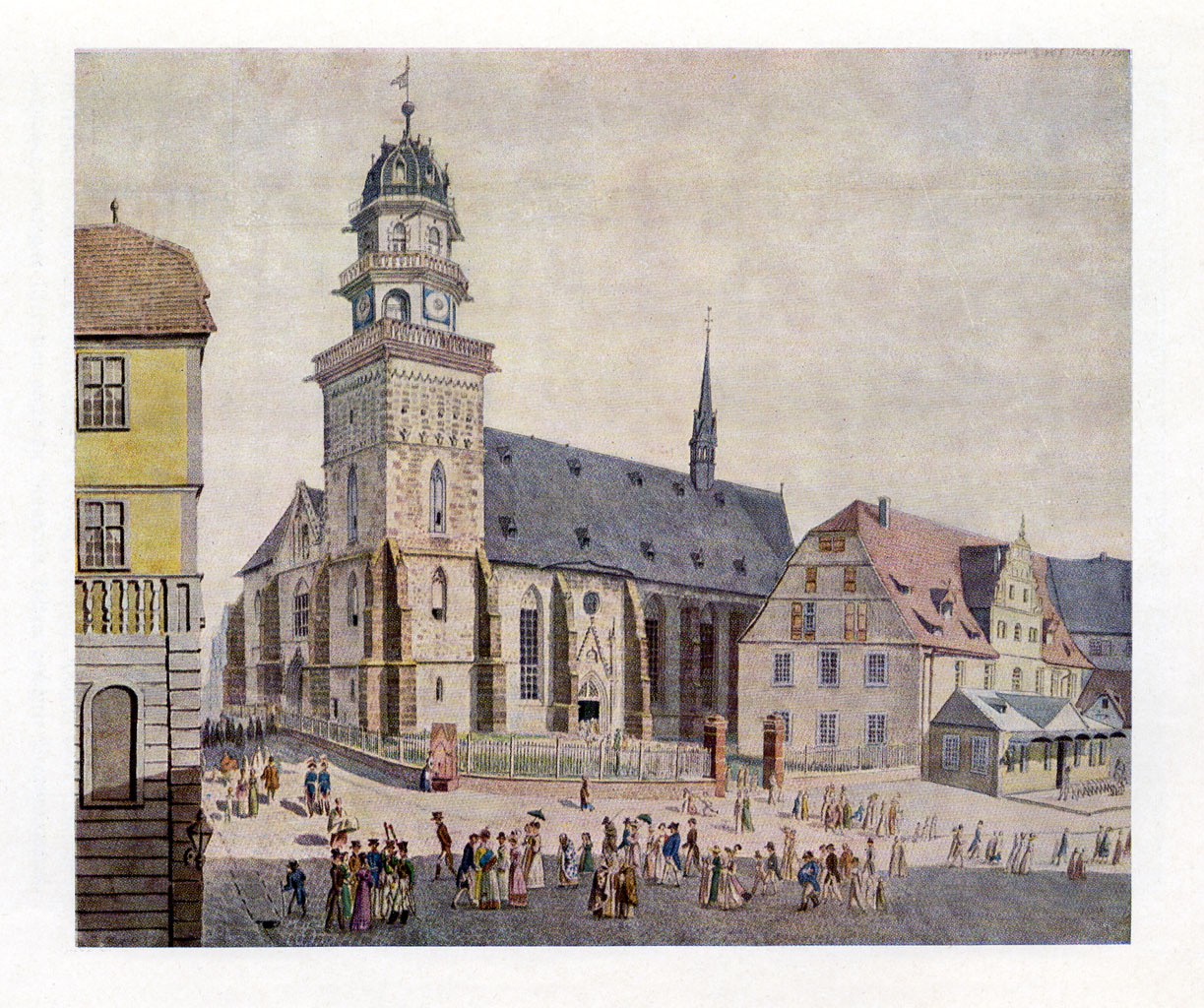
Die Martinskirche im Jahr 1820
Gemälde von Ludwig Grimm

Im Jahr 1330 wurde mit dem Bau des neuen Kasseler Stadtteils „Freiheit“ eine weitere Kirche im Stadtgebiet nötig. 1343 erteilte der Mainzer Weihbischof jenen einen Ablass, die sich am Bau einer neuen Kirche finanziell beteiligten. Zu dieser Zeit ist der Bau des (zunächst als Pfarrkirche genutzten) Chores anzunehmen. Kirchenpatrone waren die hl. Jungfrau Maria, der hl. Martin und die hl. Elisabeth. Das Martinspatrozinium und vielleicht auch Reliquien des Heiligen hatte die Kirche offenbar von der bereits um 1000 genannten Kirche in Kirchditmold erhalten. Um in der landgräflichen Residenzstadt ein weiteres geistliches Zentrum zu schaffen, war an der neuen Pfarrkirche ein Chorherren-Stift vorgesehen, das zugleich in Konkurrenz zum Kloster Ahnaberg der Prämonstratenserinnen trat. Das Stift wurde 1366/67 eingerichtet und durch Papst Urban V. bestätigt, als ein weiterer Bauabschnitt geweiht werden und der Chor damit den Kanonikern übergeben werden konnte. Zahlreiche Kanoniker des Stifts übernahmen in der Zeit bis zur Reformation auch Aufgaben am Hofe. Nachdem Landgraf Ludwig I. 1437 ein Stück des Heiligen Kreuzes nach Kassel bringen konnte, erscheint die Martinskirche auch als „Stift zum Heiligen Kreuz“ in den Quellen.
Die Bauarbeiten kamen nur langsam voran, und nach zwei weiteren Bauphasen stürzten 1440 einige Gewölbe im Hauptschiff ein. Die endgültige Weihe konnte erst 1462 erfolgen. Bis 1487 wurde auch der Südturm als einziger Turm bis zum ersten Umgang ausgeführt; erst 1564/65 erhielt er seine markanten achteckigen Aufbauten, den Abschluss bildete eine welsche Haube. Der Kreuzgang, in dem von 1539 bis 1776 die städtische Lateinschule untergebracht war, wurde 1776/77 wegen drohender Einsturzgefahr abgebrochen.
In westphälischer Zeit versuchte König König Jérôme, das Domkapitel von Paderborn nach Kassel zu verlegen und aus der Martinskirche eine Kathedrale zu machen. Diese Pläne sollen ihm von seinem Bruder Napoléon Bonaparte untersagt worden sein.

### Historistische Umgestaltung
Ende des 19. Jahrhunderts wurde eine Umgestaltung und Fertigstellung des unfertigen Bauwerks durch den Architekten Hugo Schneider (Erbauer der Lutherkirche) in Angriff genommen. 1889 bis 1892 wurde der nördliche Turm errichtet, der Renaissance-Aufbau des Südturms durch einen neugotischen Aufbau ersetzt.

### Zerstörung und Wiederaufbau
1943 wurde die Martinskirche durch britische Fliegerbomben stark beschädigt, die Langhausgewölbe und -pfeiler stürzten ein. Durch die Hitze während der Bombennacht war die ursprüngliche Kirchenmauer aus Sandstein so zerklüftet, dass sie mit Spritzbeton und einem vorgesetzten Lattengerüst geglättet werden musste.
Bei dem Wiederaufbau von 1954 bis 1958 entschied sich der Architekt Heinrich Otto Vogel aus Trier, das Kirchenschiff zu rekonstruieren, für die Türme jedoch eine moderne Formensprache zu wählen. Das aus Alabaster und Marmor gefertigte Epitaph Philipps des Großmütigen wurde 1955 in die Mitte des Längsschiffes verlegt. Am 1. Juni 1958 wurde die Martinskirche nach dem Wiederaufbau erneut geweiht.
In der Kirche befindet sich das Gemälde „Soldat und Bettler“ von Karl Hofer.
Die Fenster im Kirchenschiff sind von Hans Leistikow als geometrische Dreiecksformen aus Antikglas gestaltet. Die Fenster im Chor sind von Hans Gottfried von Stockhausen.
1964 wurde eine dreimanualige Orgel mit 57 Registern und weit über 5000 Pfeifen installiert.
Seit 1997 befindet sich eine Lichtinstallation der Künstlerin Christina Kubisch in der Kirche.
2010–2012 gestaltete die Künstlerin Madeleine Dietz Altar, Kanzel, Taufe und Ambo für die Kirche neu.
Die Kirche wird neben der gottesdienstlichen Nutzung auch für andere Zwecke genutzt. So wurden drei Mal Begleitausstellungen zeitgenössischer Kunst zur jeweiligen Documenta gezeigt: 1997 zur Documenta X die Ausstellung Inszenierung und Vergegenwärtigung. Ästhetische und religiöse Erfahrung heute, 2002 zur documenta XI die Ausstellung Der freie Blick und 2007 zur documenta XII die Ausstellung Vision + Audition. Zum Verhältnis von Bild, Wort und Klang.

## Bauwerk
Der Kirchenraum zeigt sich seit dem Wiederaufbau als eine schlicht gehaltene und trotz der gotischen Formzitate modern anmutende lichte Halle. Er besteht aus zwei Bereichen, die sich durch eine flexible Glaswand voneinander trennen lassen. Der Chorraum und das erste Hauptschiffsjoch wurde bis 1995 als die eigentliche Gemeindekirche genutzt; dieser Teil der Kirche verfügt über einen separaten Eingang, das historische Gewölbe wurde hier wieder hergestellt.

## Fürstengrüfte

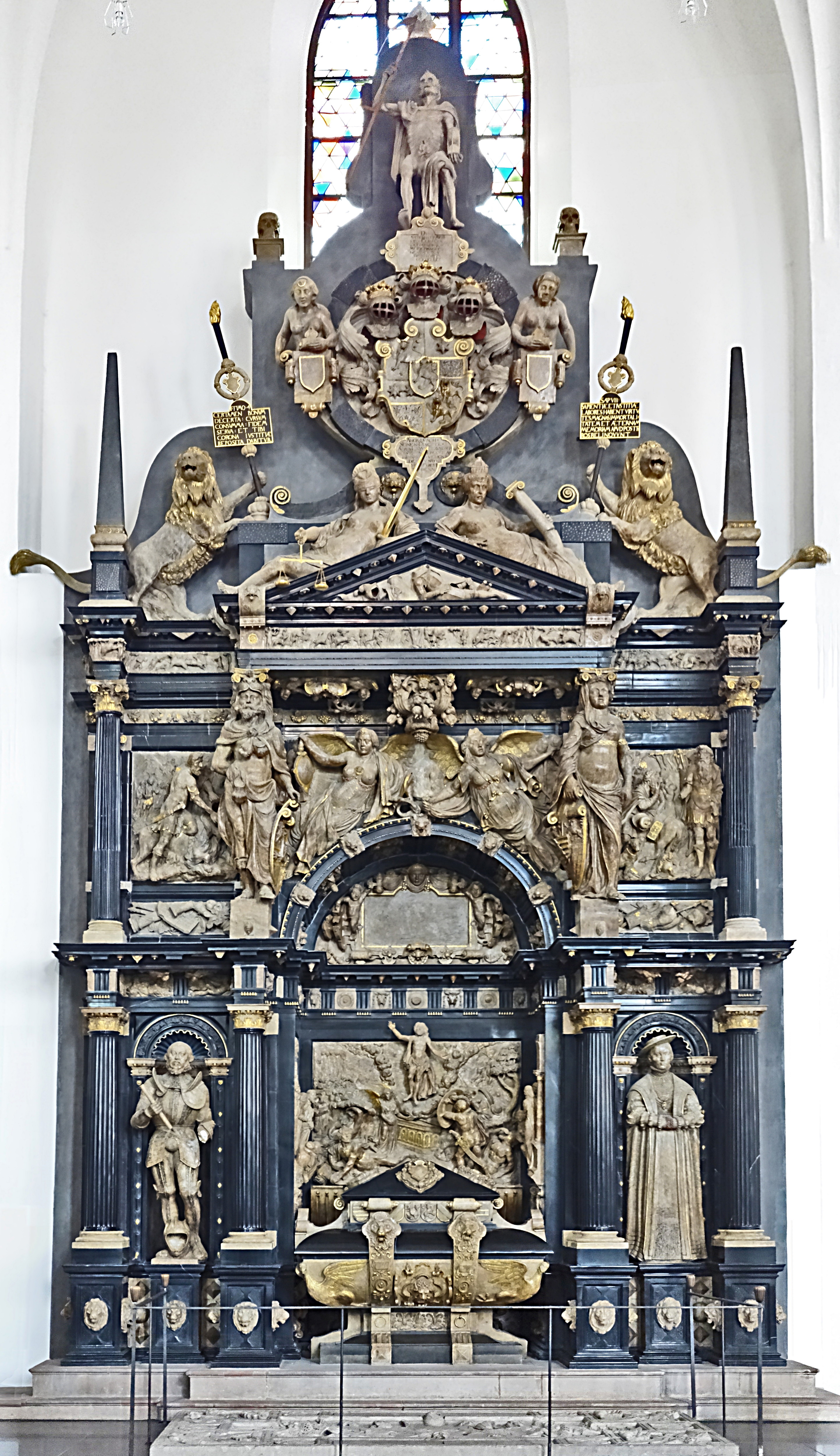
Epitaph für Landgraf Philipp I. von Hessen

Bereits im Mittelalter diente die Martinskirche als Bestattungsort. Im Chor sind Gräber verschiedener Stiftsherren und im Langhaus einige bedeutender Kasseler Bürger nachweisbar.
Unter Landgraf Philipp hielt 1526 die Reformation in Hessen Einzug. Bis 1570 war die bisherige Grablege der Landesherren, die Elisabethkirche in Marburg, weiterhin im Besitz des Deutschen Ordens und somit katholisch. Aus diesem Grund wurde unter dem Chor der Martinskirche eine erste Fürstengruft ausgehoben. Die erste Beisetzung ist 1535 nachweisbar, nachdem ein Sohn Philipps im Kindesalter gestorben war. Bis 1637 wurden in dieser Gruft alle Landgrafen von Hessen-Kassel und ihre Familienangehörigen beigesetzt.
Von besonderer Bedeutung ist das Epitaph für Landgraf Philipp, das ehemals über der ersten Gruft im Chor Aufstellung fand. Das Epitaph ist fast zwölf Meter hoch und aus Marmor und Alabaster gefertigt. Es wurde nach dem Tod Philipps von dessen Sohn Wilhelm IV. in Auftrag gegeben und unter Leitung der Hofbildhauer Elias Godefroy und Adam Liquir Beaumont von 1567 bis 1572 gefertigt. Neben verschiedenen biblischen Szenen werden auch Philipp und seine erste Gattin dargestellt. Beim Wiederaufbau wurde das leicht beschädigte und in der Nachkriegszeit beraubte Denkmal aus dem Chor in das Langhaus versetzt. Im Jahre 2004 wurde es gereinigt und teilweise wieder ergänzt.
Für die erste Fürstengruft ist die letzte Beisetzung 1693 nachweisbar. Hier fanden etwa 35 Mitglieder des Fürstenhauses ihre letzte Ruhe. Nach dem Tod von Wilhelm V. wurde unter dem ehemaligen Kapitelsaal eine zweite Fürstengruft erbaut. Hier wurde Wilhelm V. fast drei Jahre nach seinem Tod 1640 beigesetzt. Die zweite Fürstengruft wurde bis 1782 genutzt. Alle späteren Landesherren sind an verschiedenen Orten bestattet. Während die erste Fürstengruft nur zu Beisetzungen geöffnet wurde, hatte die zweite Fürstengruft einen eher repräsentativen Charakter.
Nachdem im Zweiten Weltkrieg die Särge der zweiten Gruft zum Teil verschüttet worden waren, fielen auch viele Teile Metalldieben zum Opfer. Den größten Schaden richtete allerdings die Gemeinde selbst an, indem sie 1953 die Gruft mit einem Bagger enttrümmern ließ. Von einst 38 Särgen der zweiten Gruft sind sechs der bedeutendsten Särge nur noch in Fragmenten erhalten, die Gebeine weitgehend verschollen. Die erste Gruft überstand den Krieg leicht beschädigt und wurde unzugänglich vermauert. Die zweite Gruft ist nach Absprache zu besichtigen.

## Orgeln
Hans Scherer der Jüngere schuf in den Jahren 1610 bis 1612 eine Orgel mit 33 Registern auf drei Manualen und Pedal. Ein größerer Umbau durch Johann Friedrich Stertzing und Johann Nikolaus Becker wurde 1732 von Johann Sebastian Bach abgenommen.

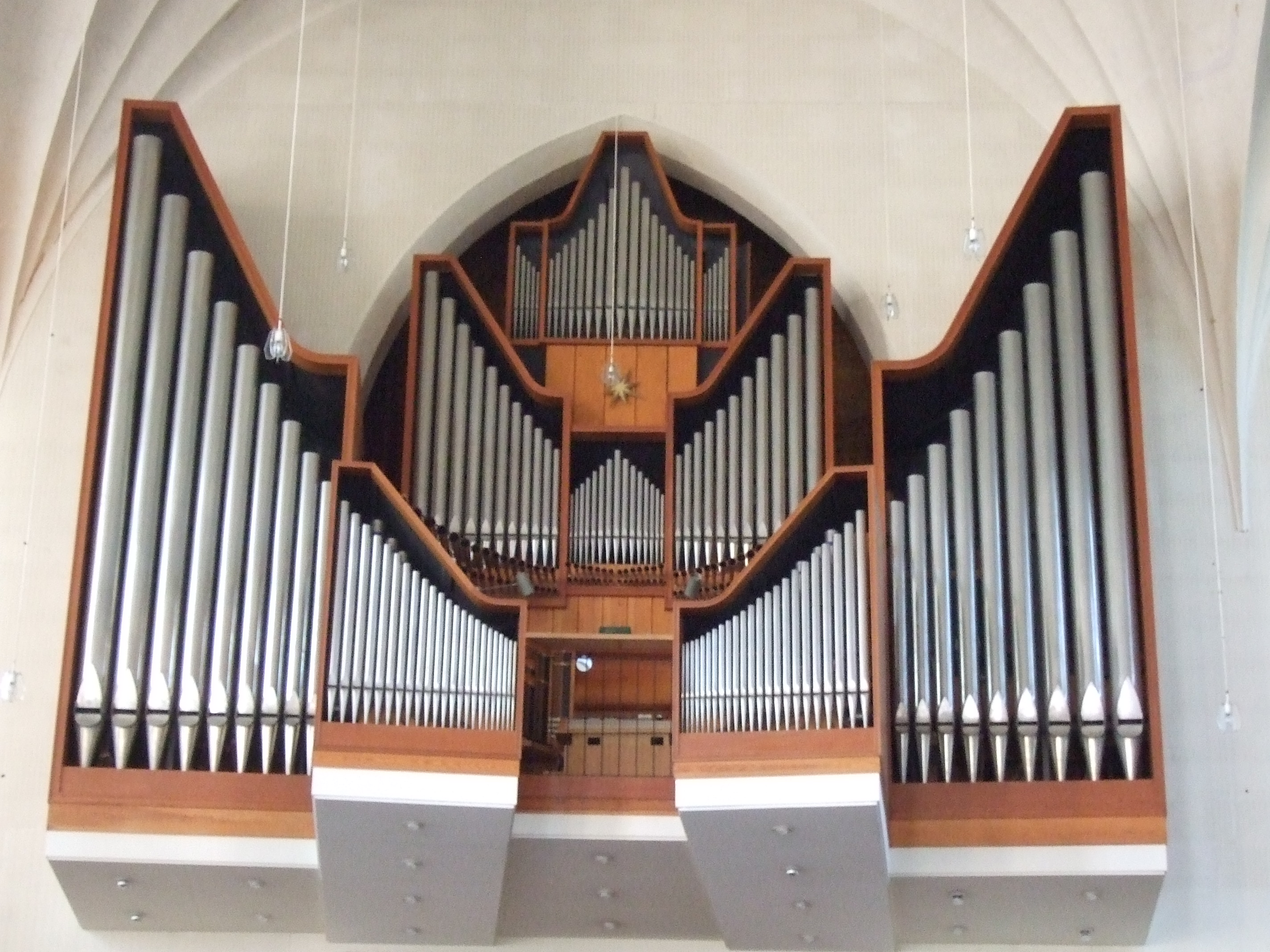
Bosch-Orgel (bis 2013)

Nach verschiedenen Dispositionsänderungen baute Friedrich Ladegast 1896 hinter dem Scherer-Prospekt ein neues Werk mit 38 Stimmen, das 1943 zerstört wurde.
Die Orgelbauwerkstatt Werner Bosch (Kassel) errichtete 1964 eine neue Orgel, die 1991 mit einer elektronischen Setzeranlage ausgestattet wurde. Helmut Bornefeld entwarf die Disposition und die Mensuren. Das Instrument verfügte über 57 klingende Register auf drei Manualen und Pedal.
Im Jahr 2010 wurde ein Orgelneubau beschlossen. Die Bosch-Bornefeld-Orgel wurde 2015 nach Sankt Elisabeth umgesetzt. Die neue Orgelanlage besteht aus zwei voneinander unabhängigen Instrumenten: der Hauptorgel an der Westwand und einem kleinen fahrbaren Modul im Kirchenraum. Die Orgelanlage hat 86 Register (5675 Pfeifen).

### Hauptorgel
In den Jahren 2014 bis 2017 schuf Rieger Orgelbau (Österreich) die neue Hauptorgel, die am 4. Juni (Pfingstsonntag) 2017 eingeweiht wurde. Das Instrument hat 77 Register auf vier Manualwerken und Pedal.
Die Orgel erstreckt sich über die gesamte Breite der Westempore. Die Schauseite ist 19 Meter breit. In der Front ist eine einzige Pfeifenreihe im Sinne eines Freipfeifenprospekts sichtbar. Die Pfeifenreihe besteht aus mehreren Registern; ihre Pfeifen sind unregelmäßig angeordnet und erzeugen so den Eindruck, dass die Pfeifenreihe unruhig auf- und abwogt. Im unteren Bereich des Orgelprospektes, vor den Pfeifenlabien, hängt ein Vorhang aus langem Kunsthaar, der durch den ausströmenden Luftstrom der Pfeifen und durch Ventilatoren bewegt wird. Dieser moderne Orgelprospekt samt Visualisierung des Klangkörpers wurde von dem norwegisch-deutschen Künstler Yngve Holen und dem Architekten Ivar Heggheim entworfen.

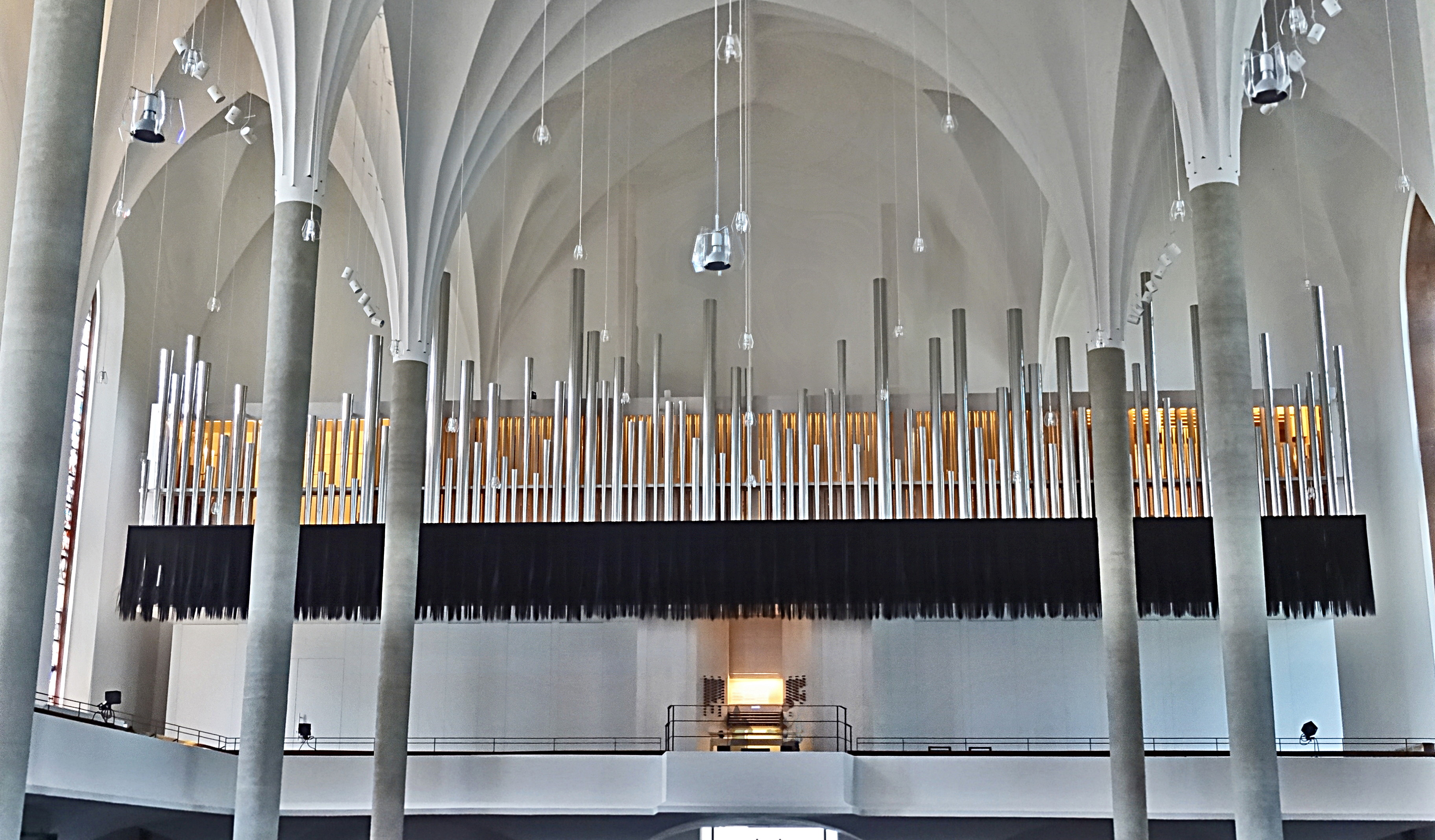
Hauptorgel auf der Westempore (2017)

Das Pedalwerk ist in Groß- und Kleinpedal aufgeteilt; die Register des Kleinpedals stehen in einem Schwellkasten. Auch die Register des Positivs sind schwellbar. Eine Besonderheit des Instruments sind die vier Register Geigenprincipal, Fugara, Spitzflöte und Clarinette des vierten Manualwerkes, die vierteltönig ausgebaut sind, so dass sie über 24 Töne pro Oktave verfügen. Entsprechend ist die Klaviatur des 4. Manualwerks angepasst: Die zusätzlichen (Viertel-)Töne sind durch kleinere Tasten in sie eingearbeitet. Zu den weiteren Besonderheiten zählt die flexible Windsteuerung, die es ermöglicht, den Winddruck aller Teilwerke am Spieltisch vom Normalniveau aus sowohl nach unten (bis Null) als auch nach oben zu verändern. Insgesamt ist das Instrument der zeitgenössischen Musik verpflichtet, die seit Jahrzehnten einen besonderen Schwerpunkt der Musikpflege in der Martinskirche bildet. Sie will geeignete Spielmöglichkeiten für die Kompositionen der letzten Jahrzehnte, aber auch Experimentiermöglichkeiten für Komponisten in der Zukunft bieten.
| I Hauptwerk C–c4 |               |        |
| 01.              | Principal     | 16′    |
| 02.              | Principal     | 08′    |
| 03.              | Gambe         | 08′    |
| 04.              | Gedackt       | 08′    |
| 05.              | Soloflöte     | 08′    |
| 06.              | Octave        | 04′    |
| 07.              | Alto          | 04′    |
| 08.              | Quinte        | 02 ⁄3′ |
| 09.              | Superoctave 0 | 02′    |
| 10.              | Mixtur V      | 02′    |
| 11.              | Kornett V     | 08′    |
| 12.              | Trompete      | 16′    |
| 13.              | Trompete      | 08′    |
| 14.              | Horn          | 08′    |
|                  | Tremulant     |        |

| II Positiv (schwellbar) C–c4 |               |         |
| 15.                          | Quintatön     | 16′     |
| 16.                          | Praestant     | 08′     |
| 17.                          | Gemshorn      | 08′     |
| 18.                          | Quintade      | 08′     |
| 19.                          | Principal     | 04′     |
| 20.                          | Holzflöte     | 04′     |
| 21.                          | Quinte        | 02 ⁄3′  |
| 22.                          | Octave        | 02′     |
| 23.                          | Terz          | 01 3⁄5′ |
| 24.                          | Kleinquinte 0 | 01 ⁄3′  |
| 25.                          | Oktävlein     | 01′     |
| 26.                          | Mixtur III    | 02⁄3′   |
| 27.                          | Dulcian       | 16′     |
| 28.                          | Krummhorn     | 08′     |
| 29.                          | Trichterregal | 08′     |
|                              | Tremulant     |         |

| III Schwellwerk Nr. 1 C–c4 |                    |         |
| 30.                        | Bordun             | 16′     |
| 31.                        | Bordun             | 08′     |
| 32.                        | Flûte harmonique 0 | 08′     |
| 33.                        | Viola da Gamba     | 08′     |
| 34.                        | Voix céleste       | 08′     |
| 35.                        | Quinte             | 05 1⁄3′ |
| 36.                        | Flûte octaviante   | 04′     |
| 37.                        | Terz               | 03 1⁄5′ |
| 38.                        | Septime            | 02 ⁄7′  |
| 39.                        | None               | 01 7⁄9′ |
| 40.                        | Octavin            | 02′     |
| 41.                        | Mixtur IV-III      | 04′     |
| 42.                        | Siebenquart III    | 01′     |
| 43.                        | Fagott             | 16′     |
| 44.                        | Oboe               | 08′     |
| 45.                        | Trompete           | 08′     |
| 46.                        | Trompete           | 04′     |
|                            | Tremulant          |         |

| IV Schwellwerk Nr. 2 C–c4 |                 |       |
| 47.                       | Salicet         | 16′   |
| 48.                       | Holzflöte       | 08′   |
| 49.                       | Salicional      | 08′   |
| 50.                       | Geigenprincipal | 08′   |
| 51.                       | Fugara          | 04′   |
| 52.                       | Spitzflöte      | 04′   |
| 53.                       | Flautino        | 02′   |
| 54.                       | Zimbel III      | 01⁄2′ |
| 55.                       | Harmonika       | 32′   |
| 56.                       | Harmonika       | 16′   |
| 57.                       | Harmonika       | 08′   |
| 58.                       | Clarinette      | 08′   |
| 59.                       | Vox humana      | 08′   |
|                           | Tremulant       |       |
|                           | Röhrenglocken   |       |
|                           | Stahlklang I    |       |
|                           | Stahlklang II   |       |

| Pedalwerk C–g1 |                         |         |
|                | Großpedal               |         |
| 60.            | Principalbass 0         | 16′     |
| 61.            | Violonbass              | 16′     |
| 62.            | Octavbass               | 08′     |
| 63.            | Quinte                  | 05 1⁄3′ |
| 64.            | Choralbass              | 04′     |
| 65.            | Posaune                 | 32′     |
| 66.            | Posaune                 | 16′     |
| 67.            | Trompete                | 08′     |
| 68.            | Klarine                 | 04′     |
|                | Kleinpedal (schwellbar) |         |
| 69.            | Subbass                 | 32′     |
| 70.            | Subbass                 | 16′     |
| 71.            | Großquinte              | 10 2⁄3′ |
| 72.            | Flötenbass              | 08′     |
| 73.            | Großterz                | 06 2⁄5′ |
| 74.            | Großseptime             | 04 ⁄7′  |
| 75.            | Flötenbass              | 04′     |
| 76.            | Großnone                | 03 5⁄9′ |
| 77.            | Basson                  | 16′     |

- Koppeln: II/I, III/I, IV/I, III/II, IV/II, IV/III, I/P, II/P, III/P, IV/P
- Anmerkungen:

1. 1 2 3 4  Vierteltönig.

### Experimentalorgel
Die Experimentalorgel wurde 2021 fertiggestellt. Sie hat eine eigene Windversorgung und Spielanlage, ist aber auch mittels elektrischer Traktur von der Hauptorgel aus anspielbar. Sie hat acht Register auf zwei Manualen und besteht aus zwei fahrbaren Modulen, die frei im Kirchenraum positioniert werden können.
| I Manualwerk C–c4 |          |          |
| 79.               | Gedeckt  | 8′       |
| 80.               | Flöte    | 4′       |
| 81.               | Quarte   | 2 10⁄11′ |
| 82.               | Mollterz | 1 13⁄19′ |

| II Manualwerk C–c4 |                                        |     |
| 83.                | Flatterzunge                           | 16′ |
| 84.                | Akkordeon                              | 8′  |
| 85.                | Windharfe                              | 8′  |
| 86.                | Oktave (c–c2, Oktavteilung in 31 Töne) | 4′  |

- Tremulant
- Koppel: II/I
- Drehventile für alle Register
- mechanische Verstellung des Winddrucks
- Anmerkungen:

1. ↑  Überblasend.

### Chororgel
Im Chorraum befindet sich außerdem eine Schwalbennestorgel der Firma Hammer aus dem Jahr 1957. Das Instrument hat dreizehn Register auf elektrischen Kegelladen, die von einem freistehenden Spieltisch anspielbar sind.

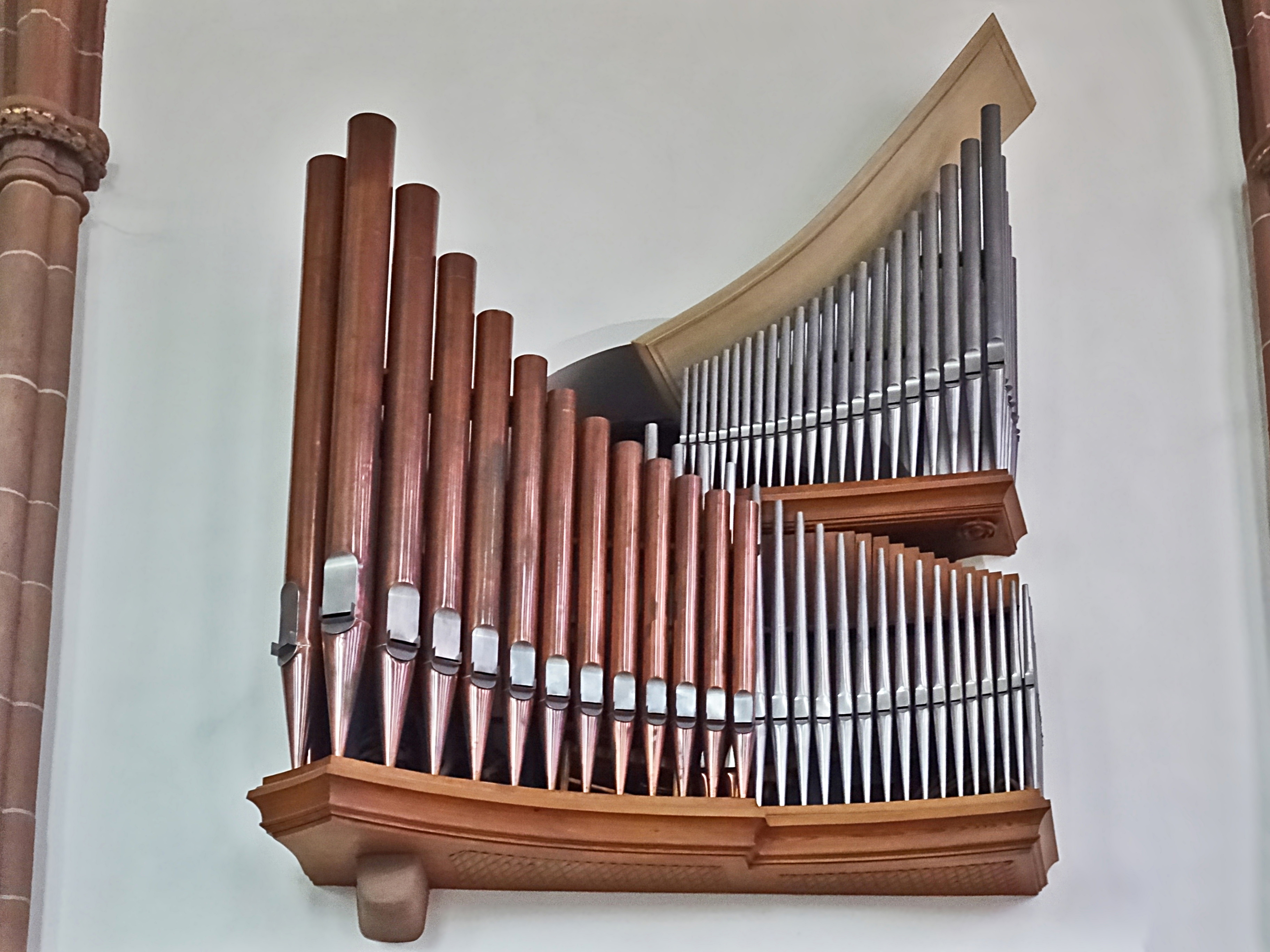
Schwalbennestorgel

| I Hauptwerk C–f3 |             |       |
| 1.               | Holzgedackt | 8′    |
| 2.               | Prinzipal   | 4′    |
| 3.               | Koppelflöte | 4′    |
| 4.               | Quinte      | 2 ⁄3′ |
| 5.               | Mixtur V    |       |
|                  | Tremulant   |       |

| Oberwerk C–f3 |              |    |
| 06.           | Spitzgedackt | 8′ |
| 07.           | Rohrflöte    | 4′ |
| 08.           | Prinzipal    | 2′ |
| 09.           | Siffflöte    | 1′ |
| 10.           | Krummhorn    | 8′ |
|               | Tremulant    |    |

| Pedalwerk C–f1 |               |     |
| 11.            | Gedacktpommer | 16′ |
| 12.            | Weitgedackt   | 08′ |
| 13.            | Spitzflöte    | 04′ |

- Koppeln: II/I, I/P, II/P
- 2 Freie Kombinationen, Tutti

## Glocken

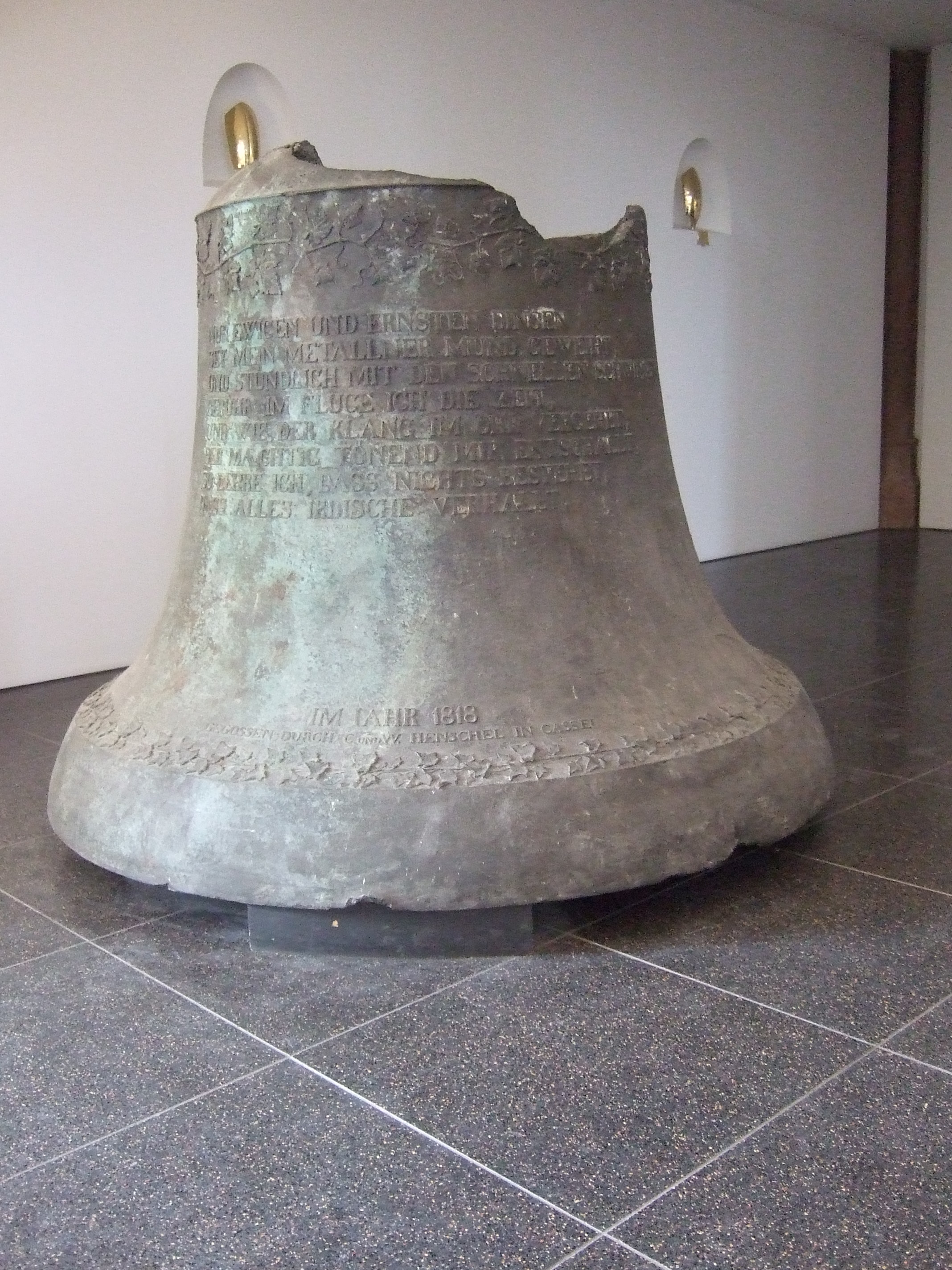
Alte Osannaglocke

Die Martinskirche verfügt über ein siebenstimmiges Glockengeläut aus Bronze, das im Jahre 1961 von der Glockengießerei Rincker in Sinn (Hessen) gegossen wurde; es wurde auf das Geläut der nahen katholischen Kirche St. Elisabeth abgestimmt und erklingt in der Tonfolge g° – b° – d′ – es′ – f′ – g′ – b′. An normalen Sonntagen erklingen verschiedene Kombinationen basierend auf Glocke 2, an Festtagen wie Weihnachten oder Ostern das Vollgeläut. Auf der Vaterunserglocke werden seit dem Jahr 2003 die Stunden geschlagen. Bis dahin erklang die im Südturm hängende Uhrschlagglocke von 1511, die aus dem Altstädter Rathaus stammt und von Hans Kortrog, Homberg (Efze) gegossen worden war. Die große Osannaglocke erklingt solistisch am Karfreitag um 15 Uhr und am 22. Oktober um ca. 20:37 Uhr zum Gedenken an die Kasseler Bombennacht. Hierbei wurde sie bis zu seinem Tod im Jahr 2014 vom Kasseler Chronisten Hans Germandi eingeschaltet. Bei der Zerstörung der Kirche im Oktober 1943 wurde auch die alte Osannaglocke zerstört. Diese stand lange Zeit neben der Kirche und wurde im Rahmen der Restaurierung des Gebäudes in das Innere verbracht.
| Glocke | Name                    | Stifter                                  | Masse ≈ | Schlagton | Turm     |
| ------ | ----------------------- | ---------------------------------------- | ------- | --------- | -------- |
| 1      | Christusglocke (Osanna) | Henschelwerke                            | 5300 kg | g0        | Südturm  |
| 2      | Vaterunserglocke        | mehrere große Firmen Kassels             | 3100 kg | b0        | Südturm  |
| 3      | Abendglocke             | einige Gemeindeglieder                   | 1850 kg | d1        | Nordturm |
| 4      | Mittagsglocke           | Landeskreditkasse Kassel                 | 1550 kg | es1       | Nordturm |
| 5      | Taufglocke              | Elektrizitäts-AG Mitteldeutschland (EAM) | 1100 kg | f1        | Nordturm |
| 6      | Morgenglocke            | Brauerei Kropf                           | 0850 kg | g1        | Nordturm |
| 7      | Abendmahlsglocke        | Freiherr Waitz von Eschen                | 0600 kg | b1        | Nordturm |
|        |                         |                                          |         |           |          |
| 8      | ehem. Uhrschlagglocke   | [aus dem Altstädter Rathaus]             |         | b1        | Südturm  |